# Grupplöptid
Grupplöptid är derivatan av fasen, det vill säga grupplöptid beskriver hur fasen ändras när man ändrar frekvensen. Konstant grupplöptid innebär att fasen ändrar sig lika mycket för varje samma frekvensändring oberoende av frekvens. Till exempel Besselfilter har en konstant grupplöptid och man säger att de saknar grupplöptidsdistorsion.